# 프로젝트 941 아쿨라형 잠수함
전략유도탄 잠수중순양함 프로젝트 941 "아쿨라"(러시아어: Тяжёлые ракетные подводные крейсеры стратегического назначения проекта 941 «Акула»)는 1980년대 소비에트 연방에서 건조한 핵추진 탄도 미사일 잠수함으로 나토에서는 타이푼급 전략원잠으로 분류하고 있다. 이 잠수함은 최대 33,800t의 배수량으로 지금까지 만들어진 잠수함 중 가장 거대한 규모를 가지고 있다. 아쿨라급 잠수함은 북극해의 얼음을 뚫고 부상하여 미사일을 발사할 수 있다.

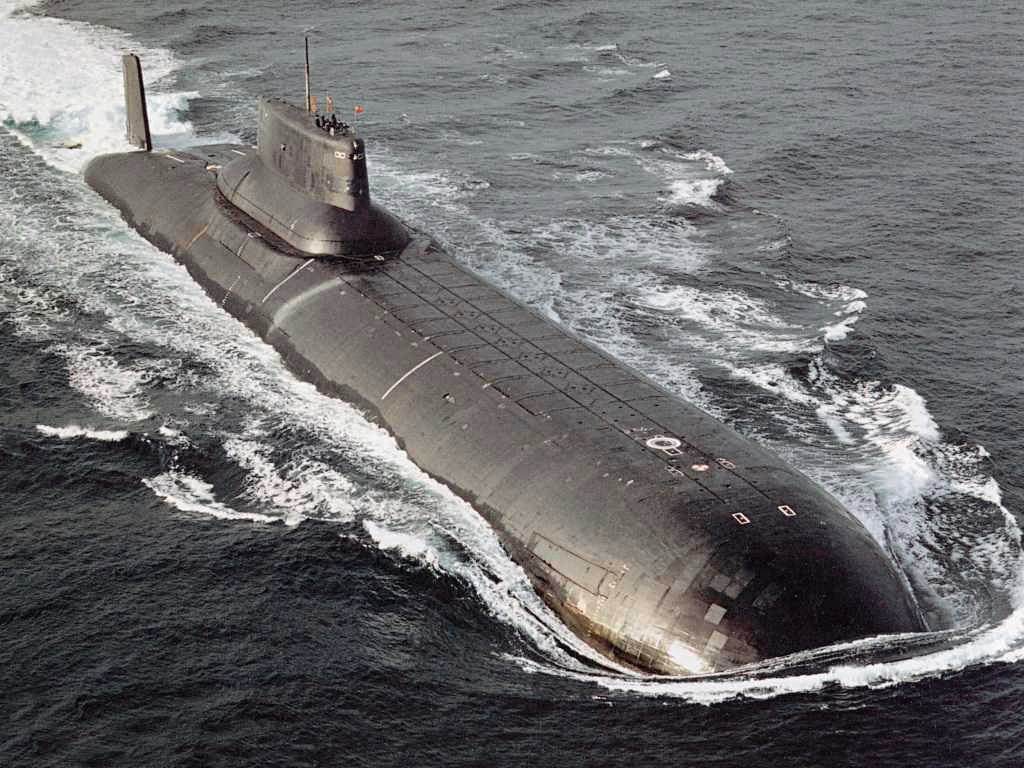
항해 중인 아쿨라급 잠수함

## SS-N-20
이 잠수함에 탑재중인 SS-N-20탄도미사일은 총 20기로 사거리 8,300km 길이 16m, 직경 2.4m의 규모를 지녔으며 100kt 규모의 핵탄두 10발을 지닌 MIRV(Multiple independently targetable re-entry vehicle, 다탄두 각개목표 재돌입 미사일)이다. 합하면 총 200발의 핵탄두를 투사할 수 있는 셈이다. 소련 해체로 인해 타이푼급 잠수함들중 절반인 3척은 스크랩처리가 되고 나머지 3척은 오버홀 되는 운명을 맞이했으나 러시아 해군이 새로 개발한 보레이급 잠수함에 탑재할 수 있는 SS-N-30불라바 탄도미사일을 시험용으로 타이푼급 1번함 '드미트리 돈스코이'호를 10년간 개수한 뒤 2002년에 탑재했다.

## 같이 보기
- 잠수함 발사 탄도 미사일